# Pardosa dilecta
Pardosa dilecta là một loài nhện trong họ Lycosidae.
Loài này thuộc chi Pardosa. Pardosa dilecta được Richard C. Banks miêu tả năm 1898.